# Studia Metodologiczne
Studia Metodologiczne. Zeszyty poświęcone integracji nauki – rocznik ukazujący się w Poznaniu od 1965 roku. Wydawcą jest Uniwersytet im. Adama Mickiewicza w Poznaniu. Pismo poświęcone jest metodologii nauk humanistycznych i zagadnieniom związanych z integracją różnych dyscyplin naukowych. W latach 1989–1999 redaktorem naczelnym był Wojciech Wrzosek. Obecnie redaktorem naczelnym jest Paweł Zeidler.